# Plaza Brasil
La Plaza Brasil se ubica en la comuna de Santiago, en la ciudad de Santiago, la capital de Chile. Se encuentra entre las calles Avenida Brasil por el este, calle Patricio Bunster Briceño (ex Huérfanos) por el sur, calle Compañía de Jesús por el norte y Maturana por el oeste. Su superficie es de 18 150 m² equivalente a 1,8 hectáreas, con un perímetro de 547 metros.

## Historia
Es una plaza de larga tradición e historia, ligada a la antigua Cañada de Diego García de Cáceres que hoy corresponde a la Avenida Brasil que ha tenido otros nombres en el pasado como son Cañada de Cáceres, Cañada de Saravia. Se denominó Plaza Brasil dado que la embajada de ese país se ubicaba originariamente en un palacio en dicha plaza, posteriormente el palacio fue comprado por la familia Guerra Larrain.
Su construcción data de comienzos del siglo XX, cuando la Municipalidad de Santiago compró algunos edificios del sector para poder formar la plaza; su inauguración fue el 20 de enero de 1902. 
Con el paso de los años, esta plaza ubicada en un barrio muy tradicional, fue quedando abandonada ya que el barrio donde se encontraba inmersa, sufrió lento despoblamiento, debido principalmente al crecimiento inorgánico de la ciudad de Santiago.
Luego del terremoto de 1985, se comenzó la reconstrucción del sector y la llegada de nuevos habitantes que le dieron un nuevo impulso a toda la zona quedando determinado lo que se denomina el Barrio Brasil, donde encontramos numerosos restaurantes, centros de diversión, colegios e institutos de educación superior. Tiene conexión al Metro de Santiago a través de la Estación Cumming.
Los juegos infantiles ubicados en el centro de la plaza, fueron inauguradas en 1993 y conforman un conjunto de 22 esculturas-juegos creados por la artista Federica Matta en  colaboración con la arquitecta Ana María Rodríguez. Ellas representan diversos elementos culturales y geográficos de la identidad chilena. Las formas y los colores tienen el sentido de ofrecer a los y las habitantes del barrio un espacio lúdico donde su cuerpo recupere libertad. 
El proyecto de las Esculturas-juegos del parque Brasil cumplió 30 años de concepción en 2023.

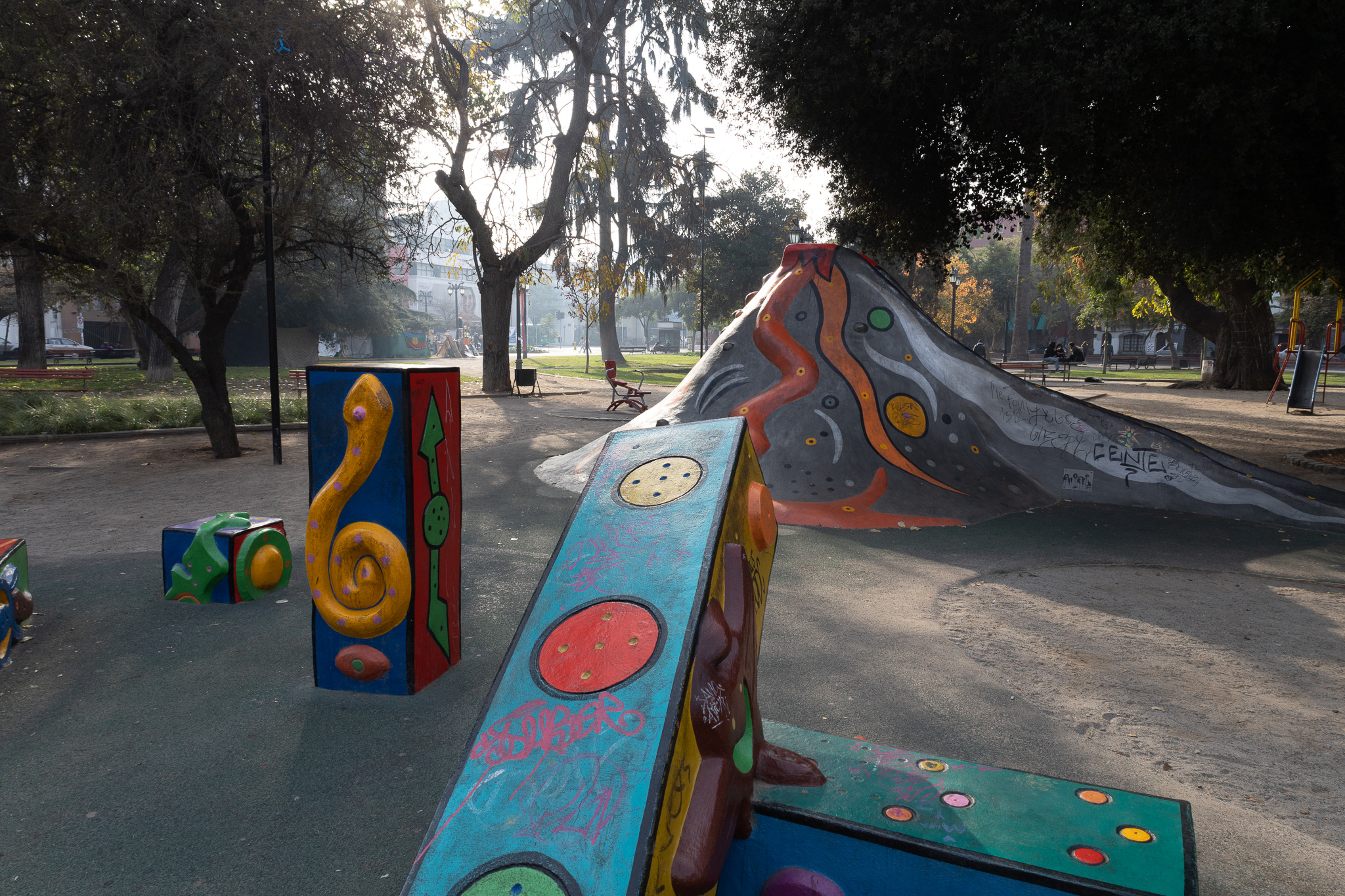
Juegos de Niños al interior.

Dentro del entorno de este espacio público, se destaca el Galpón Víctor Jara en calle Huérfanos y la Iglesia de la Preciosa Sangre.

## Monumento
En dicho parque se encuentra el monumento a Antonio Carlos Jobim (1927-1994), conocido por su nombre artístico Tom Jobim, un compositor, arreglista, cantante, guitarrista y pianista brasileño de bossa nova, música popular de su país y música clásica. Bajo un árbol de "Tilo" se ubica el monolito con la placa 33°26′26″S 70°39′59″O / -33.4405048, -70.6663582 hacia el oeste del parque, sendero en dirección a la intersección de las calles Maturana y Compañía de Jesús. Fue inaugurado en marzo de 1995.

## Listado del arbolado urbano
El siguiente listado de especies arbóreas se basa en los datos abiertos geo-referenciados de la plataforma cartográfica OpenStreetMap (OMS). Los registros fueron realizados entre marzo - julio del 2021, cuando se contabilizaron 201 individuos arbóreos de 34 especies. El 86 % de los árboles son considerados exóticos o especie introducida. La densidad de árboles es de 111 árboles/ha. Las especies más frecuentes son: tilo común (31,8 %), palma canaria (6,4 %) y jacarandá (5,4 %). El mapa detallado de la distribución de las especies etiquetadas por género, y los datos de las variables asociadas se pueden obtener desde la API de overpass-turbo, en diferentes formatos (GeoJSON, GPX, KML o datos OSM sin procesar). 
| Denominación común     | Nombre científico       | Origen  | Duración Hojas | Número individuos |
| ---------------------- | ----------------------- | ------- | -------------- | ----------------- |
| Acacia Negra           | Acacia melanoxylon      | Exótica | Perennifolio   | 2                 |
| Acer negundo           | Acer negundo            | Exótica | Caducifolio    | 1                 |
| Falso plátano          | Acer pseudoplatanus     | Exótica | Caducifolio    | 1                 |
| Castaño de Indias      | Aesculus hippocastanum  | Exótica | Caducifolio    | 4                 |
| Araucaria australiana  | Araucaria bidwillii     | Exótica | Perennifolio   | 1                 |
| Árbol botella          | Brachychiton populneus  | Exótica | Caducifolio    | 6                 |
| Catalpa común          | Catalpa bignonioides    | Exótica | Caducifolio    | 1                 |
| Cedro del Atlas        | Cedrus atlantica        | Exótica | Perennifolio   | 1                 |
| Peumo, Pegu            | Cryptocarya alba        | Nativa  | Perennifolio   | 6                 |
| Duranta arbustiva      | Duranta erecta          | Exótica | Perennifolio   | 1                 |
| Ceibo                  | Erythrina crista-galli  | Exótica | Caducifolio    | 2                 |
| Fresno                 | Fraxinus sp.            | Exótica | Caducifolio    | 1                 |
| Jacarandá              | Jacaranda mimosifolia   | Exótica | Caducifolio    | 11                |
| Palma chilena          | Jubaea chilensis        | Nativa  | Perennifolio   | 8                 |
| Pica pica              | Lagunaria patersonia    | Exótica | Perennifolio   | 1                 |
| Ligustro               | Ligustrum lucidum       | Exótica | Perennifolio   | 2                 |
| Liquidámbar            | Liquidambar styraciflua | Exótica | Caducifolio    | 8                 |
| Magnolia común         | Magnolia grandiflora    | Exótica | Perennifolio   | 4                 |
| Manzano                | Malus domestica         | Exótica | Caducifolio    | 1                 |
| Maitén                 | Maytenus boaria         | Nativa  | Perennifolio   | 2                 |
| Cinamomo               | Melia azedarach         | Exótica | Caducifolio    | 1                 |
| Palma canaria          | Phoenix canariensis     | Exótica | Perennifolio   | 13                |
| Ombú                   | Phytolacca dioica       | Exótica | Perennifolio   | 2                 |
| Álamo                  | Populus sp.             | Exótica | Caducifolio    | 5                 |
| Ciruelo rojo           | Prunus cerasifera       | Exótica | Caducifolio    | 2                 |
| Encina                 | Quercus ilex            | Exótica | Perennifolio   | 8                 |
| Quillay, Küllay        | Quillaja saponaria      | Nativa  | Perennifolio   | 5                 |
| Falsa acacia           | Robinia pseudoacacia    | Exótica | Caducifolio    | 1                 |
| Falso pimiento         | Schinus molle           | Nativo  | Perennifolio   | 1                 |
| Ciprés de los Pantanos | Taxodium distichum      | Exótica | Caducifolio    | 1                 |
| Tilo común             | Tilia platyphyllos      | Exótica | Caducifolio    | 64                |
| Palmera excelsa        | Trachycarpus fortunei   | Exótica | Perennifolio   | 4                 |
| Olmo común             | Ulmus minor             | Exótica | Caducifolio    | 7                 |
| Espino                 | Vachellia caven         | Nativa  | Perennifolio   | 3                 |
| No identificado        |                         |         |                | 20                |